# Pola X
Pola X (Alternativtitel Pierre oder der Kampf mit der Sphinx) ist ein französisch-schweizerisch-deutsch-japanischer Spielfilm von Leos Carax, der auf dem Roman Pierre oder die Doppeldeutigkeiten von Herman Melville basiert. Der Film wurde von Arena Films und Canal+ produziert.

## Handlung
Pierre lebt mit seiner Mutter Marie in der Normandie in einem Schloss am Ufer der Seine. Jeden Morgen fährt er mit dem Motorrad zu Lucie, seiner Verlobten. Eines Nachts erzählt Marie ihrem Sohn, dass sie ein Datum für seine Hochzeit mit Lucie ausgemacht habe. Als sich Pierre auf den Weg zu Lucie macht, um ihr die Neuigkeit mitzuteilen, trifft er im Wald auf eine Frau. Diese sagt ihm: „Pierre … du bist nicht das einzige Kind, ich bin deine Schwester, Isabelle.“ Mit Isabelle beginnt Pierre eine inzestuöse Beziehung.

## Rezeption
Der Film wurde bei den Internationalen Filmfestspielen von Cannes 1999 gezeigt.

### Auszeichnungen
- Biarritz International Festival of Audiovisual Programming 2000
  - Gewonnen Golden FIPA TV Series and Serials Music Pierre, ou les ambiguités – Scott Walker
- Cannes Film Festival 1999
  - Nominiert Palme d'Or Leos Carax
- Gijón International Film Festival 1999
  - Gewonnen Best Actor Guillaume Depardieu
  - Nominiert Grand Prix Asturias Leos Carax

### Kritik
„In seinem vierten Film erreicht Léos Carax nur selten die archaische Kraft seiner früheren Arbeiten. Dies liegt weniger an der Heterogenität seines Materials als am Unvermögen, Distanz zu beziehen. Da der Gestus des Wollens größer als seine Substanz erscheint, musste der Film zwangsläufig scheitern.“